# Coenotephria fasciata
Coenotephria fasciata là một loài bướm đêm trong họ Geometridae.